# Норт-Грінбаш (Нью-Йорк)
Норт-Грінбаш (англ. North Greenbush) — місто (англ. town) в США, в окрузі Ренсселер штату Нью-Йорк. Населення — 13 292 особи (2020).

## Демографія
Згідно з переписом 2010 року, у місті мешкало 12 075 осіб у 4852 домогосподарствах у складі 3215 родин. Було 5103 помешкання
Расовий склад населення:
| - 95,4 % — білих - 1,7 % — чорних або афроамериканців - 1,3 % — азіатів - 0,2 % — корінних американців |

До двох чи більше рас належало 1,2 %. Частка іспаномовних становила 1,6 % від усіх жителів.
За віковим діапазоном населення розподілялося таким чином: 21,3 % — особи молодші 18 років, 60,4 % — особи у віці 18—64 років, 18,3 % — особи у віці 65 років та старші. Медіана віку мешканця становила 43,4 року. На 100 осіб жіночої статі у місті припадало 88,8 чоловіків;  на 100 жінок у віці від 18 років та старших — 85,6 чоловіків також старших 18 років.
Середній дохід на одне домашнє господарство  становив 95 877 доларів США (медіана — 76 113), а середній дохід на одну сім'ю — 112 862 долари (медіана — 96 224). Медіана доходів становила 65 735 доларів для чоловіків та 52 314 долари для жінок. За межею бідності перебувало 3,3 % осіб, у тому числі 3,3 % дітей у віці до 18 років та 4,7 % осіб у віці 65 років та старших.
Цивільне працевлаштоване населення становило 6512 осіб. Основні галузі зайнятості: освіта, охорона здоров'я та соціальна допомога — 27,2 %, науковці, спеціалісти, менеджери — 11,8 %, публічна адміністрація — 11,3 %, роздрібна торгівля — 11,0 %.